# Casa das Canoas
A Casa das Canoas foi projetada em 1951 e construída em 1953 por Oscar Niemeyer para sua residência na Rua Carvalho de Azevedo, na Estrada das Canoas, em São Conrado, cidade do Rio de Janeiro.
| “ | Minha preocupação foi projetar essa residência com inteira liberdade, adaptando-a aos desníveis do terreno, sem o modificar, fazendo-a em curvas, de forma a permitir que a vegetação nelas penetrasse, sem a separação ostensiva da linha reta. | ” |

Em 1949, Niemeyer havia construído uma casa de campo em Mendes, no estado do Rio de Janeiro. Quatro anos depois, constrói esta outra habitação que ele recorda prazerosa e frequentemente pela ideia do “teto de forma livre” experimentado na Casa do Baile na Pampulha, mas que depois menciona com oportuna e mais completa atenção. De fato, a obra constitui, na mágica integração entre espaços arquitetônicos abertos e ambiente natural de rocha, vegetação e água, uma das mais indiscutíveis obras-de-arte de Niemeyer.
No ano em que Oscar Niemeyer completou 100 anos, 2007, o IPHAN decidiu pelo tombamento de 35 obras de sua autoria e entre elas a Casa das Canoas.